# Телемах
Телемах в древногръцката митология е син на Одисей и Пенелопа. Името му означава „биещ се надалече“.
Телемах е оставен от баща си още като малък в Итака и заминава да участва в Троянската война. Аполодор казва, че преди началото на Троянската война, Одисей не искал да вземе участие в похода и се престорил на луд, но тогава Паламед взел малкия Телемах от гърдите на Пенелопа и под заплахата да убие сина му, Одисей признал, че се преструва на луд.
В „Одисея“ Телемах е вече двадесетгодишен младеж, стопанин на дома. Когато знатните мъже на Итака, считайки Одисей за мъртъв, се домогват до ръката на майка му, безчинствайки в дома му и прахосвайки наследственото имущество, Телемах се чуди как да ги спре. Получил от богинята Атина съвет да отиде при Нестор в Пилос и при Менелай в Спарта, за да получи информация за своя баща. В това пътешествие го придружава самата богиня под образа на Ментор, който бил стар приятел на баща му. По пътя Атина го пазела от засадите, които женихите му устройвали, за да го убият. От Менелай Телемах научава, че няколко години по-рано баща му бил пленник на нимфата Калипсо. В Спарта Телемах узнава от Менелай за предсказанието на Протей относно връщането на баща му. Като се върнал вкъщи, Телемах среща баща си преобразен, при свинаря Евмей. Одисей му се открива, и Телемах му помага при убийството на кандидат-женихите, а после го придружава при Лаерт.
Според Аристотел и послеомирови митове, Телемах впоследствие се оженил за Поликаста, дъщерята на Нестор, от която имал син на име Персептолис или Птолипортис, или за Навзикая, дъщерята на Алкиной. Според други митове се оженил за Кирка и от нея имал син Латин.